# CEFL Cup 2017
La CEFL Cup 2017 è stata la seconda edizione dell'omonimo torneo di football americano organizzato dalla Central European Football League.
Ha avuto inizio il 15 aprile e si è conclusa il 10 giugno con la finale di Kranj vinta per 59-0 dai serbi Novi Sad Dukes sugli sloveni Alp Devils.

## Squadre partecipanti
| Club                  | Città             | Stadio | Sponsor ufficiale | Risultato nella stagione 2016 |
| --------------------- | ----------------- | ------ | ----------------- | ----------------------------- |
| Alp Devils            | Kranj             |        |                   |                               |
| Belgrade Blue Dragons | Belgrado          |        |                   |                               |
| Inđija Indians        | Inđija            |        |                   |                               |
| Novi Sad Dukes        | Novi Sad          |        |                   |                               |
| Sarajevo Spartans     | Sarajevo          |        |                   |                               |
| Sirmium Legionaries   | Sremska Mitrovica |        |                   |                               |
| Zagreb Patriots       | Zagabria          |        |                   |                               |

## Stagione regolare

### Calendario
Gli incontri fra squadre serbe sono stati validi anche per il campionato serbo.

#### 1ª giornata
| Novi Sad 26 marzo 2017, ore 14:30 | Novi Sad Dukes | 50 – 12 (7-0 21-12 15-0 7-0) | Sirmium Legionaries | FK Kabel |

#### 2ª giornata
| 8 aprile 2017 | Alp Devils | 22 – 6 | Sarajevo Spartans |  |

#### 3ª giornata
| Inđija 15 aprile 2017, ore 15:00 | Inđija Indians | 0 – 23 (0-0 0-10 0-6 0-7) | Novi Sad Dukes | SC Leje |

#### 4ª giornata
| 22 aprile 2017 | Zagreb Patriots | 6 – 26 | Alp Devils |  |

| Jajinci 23 aprile 2017, ore 13:00 | Belgrade Blue Dragons | 13 – 6 (6-6 0-0 7-0 0-0) referto | Sirmium Legionaries | FK Heroj |

#### 5ª giornata
| 29 aprile 2017 | Sarajevo Spartans | 13 – 7 | Zagreb Patriots |  |

#### 6ª giornata
| 7 maggio 2017 | Inđija Indians | 7 – 23 (7-7 0-7 0-6 0-3) | Belgrade Blue Dragons |  |

#### 7ª giornata
| 13 maggio 2017 | Alp Devils | 28 – 7 | Zagreb Patriots |  |

| 13 maggio 2017 | Sirmium Legionaries | 7 – 13 (0-0 0-0 7-7 0-6) | Inđija Indians |  |

#### 8ª giornata
| 20 maggio 2017 | Zagreb Patriots | 6 – 29 | Sarajevo Spartans |  |

#### 9ª giornata
| 27 maggio 2017 | Sarajevo Spartans | 24 – 14 | Alp Devils |  |

#### 10ª giornata
| Belgrado 3 giugno 2017, ore 16:30 | Belgrade Blue Dragons | 14 – 37 (7-14 7-7 0-10 0-6) | Novi Sad Dukes | Stadion FK Heroj |

### Classifiche
Le classifiche della regular season sono le seguenti:
- PCT = percentuale di vittorie, G = partite giocate, V = partite vinte, P = partite perse, PF = punti fatti, PS = punti subiti
- La qualificazione alla finale è indicata in verde

#### Western Group
| Pos. | Squadra           | PCT  | G | V | P | PF | PS |
| ---- | ----------------- | ---- | - | - | - | -- | -- |
| 1    | Alp Devils        | .750 | 4 | 3 | 1 | 90 | 43 |
| 2    | Sarajevo Spartans | .750 | 4 | 3 | 1 | 72 | 49 |
| 3    | Zagreb Patriots   | .000 | 4 | 0 | 4 | 26 | 96 |

#### Eastern Group
| Pos. | Squadra               | PCT   | G | V | P | PF  | PS |
| ---- | --------------------- | ----- | - | - | - | --- | -- |
| 1    | Novi Sad Dukes        | 1.000 | 3 | 3 | 0 | 110 | 26 |
| 2    | Belgrade Blue Dragons | .667  | 3 | 2 | 1 | 50  | 50 |
| 3    | Inđija Indians        | .333  | 3 | 1 | 2 | 20  | 53 |
| 4    | Sirmium Legionaries   | .000  | 3 | 0 | 3 | 25  | 76 |

## Finali

### Finale 5º - 6º posto
| 10 giugno 2017 | Zagreb Patriots | - – - (non disputata) | Inđija Indians |  |

### Finale 3º - 4º posto
| Sarajevo 11 giugno 2017, ore 14:00 | Sarajevo Spartans | 0 – 14 | Belgrade Blue Dragons | Stadio Asim Ferhatović Hase |

### Finale CEFL Cup II
| Kranj 10 giugno 2017 | Novi Sad Dukes | 59 – 0 | Alp Devils |  |

## Verdetti
- Novi Sad Dukes Vincitori della CEFL Cup 2017